# Synagoge (Lauingen)

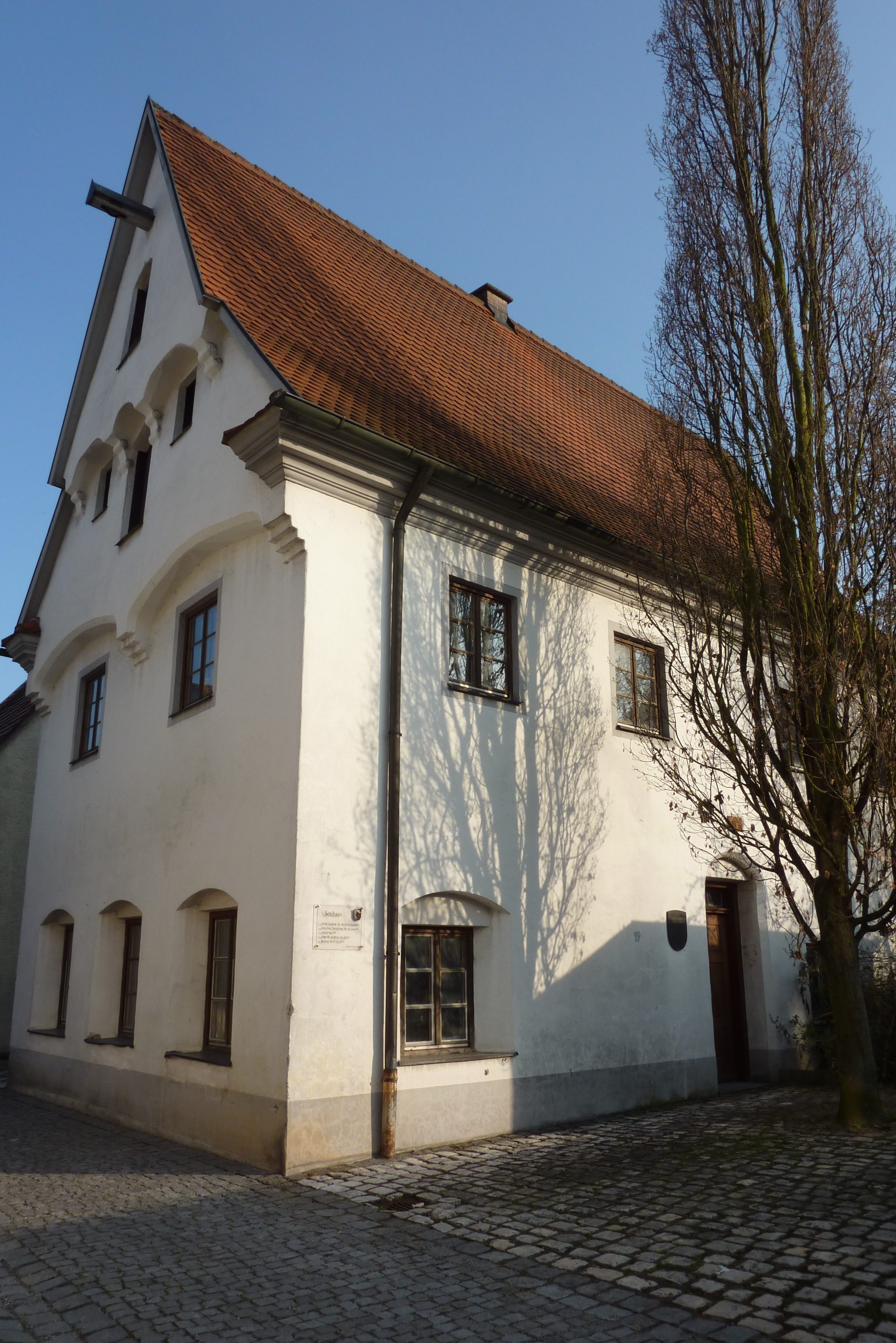
Ehemalige Synagoge in Lauingen

Die ehemalige Synagoge in Lauingen, einer Stadt im schwäbischen Landkreis Dillingen an der Donau in Bayern, befindet sich in der Hirschstraße 19, der früheren Judengasse.

## Geschichte

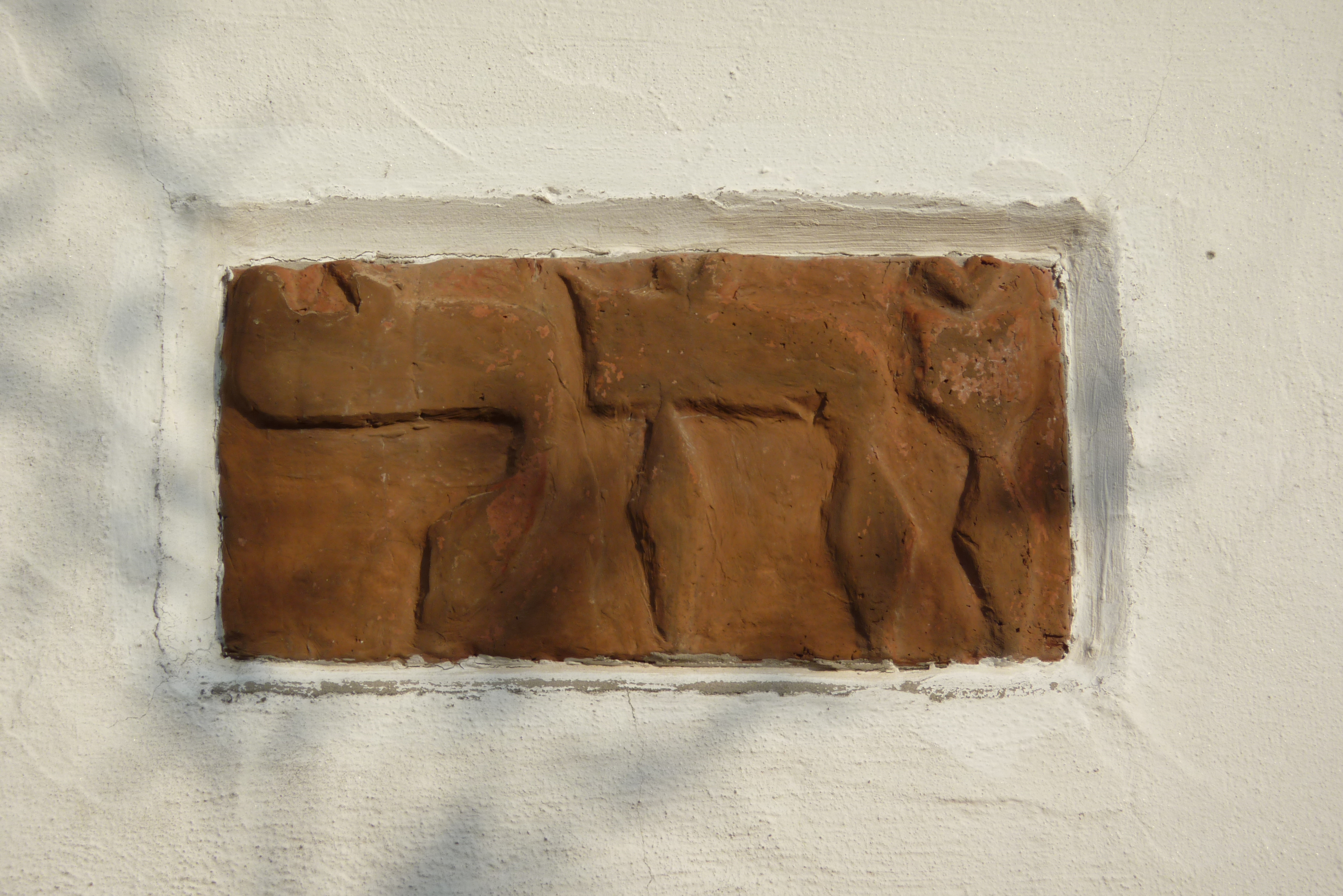
Inschrift über dem Portal der ehemaligen Synagoge in Lauingen

Ende des 13. Jahrhunderts lassen sich erstmals Juden in Lauingen nachweisen. Von den Judenverfolgungen 1298 und in der Pestzeit 1348/49 waren auch die Juden in Lauingen betroffen. Nach 1367/68 und in der ersten Hälfte des 15. Jahrhunderts bestand wieder eine jüdische Gemeinde in der Stadt. Die jüdischen Familien lebten in der Judengasse (heutige Hirschstraße), wo sich auch die Einrichtungen der Gemeinde wie die Synagoge („Judenschule“, 1417 genannt) befanden. Doch sind einige Fragen zu diesem Gebäude als Synagoge offen.
Nach erneuter Vertreibung der Lauinger Juden im Zusammenhang mit den Judenausweisungen aus dem Herzogtum Bayern-Landshut 1450/51 fiel die Synagoge dem Lauinger Spital zu. Im 19./20. Jahrhundert ist von längeren jüdischen Niederlassungen in der Stadt nichts bekannt.

## Bauwerk
Bei der ehemaligen Synagoge handelt es sich um einen zweigeschossigen Satteldachbau, der nach mehrfachem Besitzwechsel heute als Wohnhaus genutzt wird. Über dem Eingangsportal des renovierten Gebäudes steht aus der Zeit der Synagogennutzung eine hebräische Portalinschrift in Abkürzungen, die lautet: Dies ist das Tor zum Herrn (Psalm 118,20).